# Сивашенко Валентин Пилипович
Валентин Пилипович Сивашенко (нар. 15 січня 1940, Мелітополь) — український радянський скульптор; член Спілки радянських художників України.

## Біографія
Народився 15 січня 1940 року в місті Мелітополі Запорізької області (нині Україна). 1963 року закінчив Кримське художнє училище імені Миколи Самокиша.
Мешкав у Києві в будинку на вулиці Великій Житомирській, № 2а, квартира № 4.

## Творчість
Працював в галузі монументальної і декоративної скульптури. Серед робіт:
рельєфи
- «Світанок Жовтня» (1966);
- «Материнство» (1967);
- «Еней з товариством у поході» для київського ресторану «Еней» (1967);
- «Сучасне студентство» для Київського державного університету (1967);
- на теми історії Києва у підземному переході на Майдані Незалежності у Києві (1968).

Брав участь у республіканських виставках з 1966 року, всесоюзних — з 1968 року.